# フローラル・パーク駅
フローラル・パーク駅（英: Floral Park）とは、ニューヨーク州フローラル・パークのチューリップ・アベニューとアトランティック・アベニューの交差点にあるロングアイランド鉄道 (LIRR) の本線およびヘンプステッド支線の駅であり、両線の分岐点の直ぐ西にある。列車の大半はヘンプステッド発着だが、数本のポートジェファーソン支線の列車が平日の朝に停車する。2012年現在、平日に62本の列車が停車する — 各方向に31本。ヘンプステッド支線は平日各方向に28本を占める。この駅は車椅子が利用できない。

## 歴史
最初のフローラル・パーク駅は1878年の10月から11月の間に、LIRR本線とロング・アイランド・セントラル鉄道 (CRRLI) のジャンクション、「スチュアート・ジャンクション ("Stewart Junction")」としてアレクサンダー・ターニー・スチュアートによって建設された。なお、5年前にCRRLIはLIRRと橋で接続しており、この駅は両線が接続する場所として使用されていた。連絡線は駅にある南西方向へ向かう橋の曲がり角と、駅の西にある北西方向へ向かう橋の曲がり角から利用できた。この駅は1879年にクリードムーア支線にあった同名のCRRLIの車庫を廃止して「ヒンズデール (Hinsdale)」に改名し、1887年に「ヒンズデール (East Hisndale)」に再改名した。同年、この駅に「47番タワー ("Tower #47")」として知られるcontrol towerが設置された。ジョン・ルイス・チャイルズという花屋の存在により、この駅は1890年までに「フローラル・パーク ("Floral Park")」と改称したらしい。1904年には47番タワーが「FKタワー ("FK Tower")」に交換された。駅自体は1909年に取り壊され、同年7月に2番目の駅が再建・移転された。1924年、LIRRはFKタワーをパークタワー (Park Tower) と交換し、1946年に再び建て替えた。3番目で現在の高架構造物は1960年に建設され、2番目のそれは同年の10月20日に取り壊された。

## 駅構造
| 1A | ■本線               | ニューヨーク方面 （クイーンズ・ビレッジ）                                           |
| 2B | ■本線               | ロンコンコマ、オイスターベイ、またはポートジェファーソン方面 (ニューハイド・パーク) |
| 1B | ■ヘンプステッド支線 | ニューヨーク方面 （ベルローズ）                                                     |
| 2C | ■ヘンプステッド支線 | ヘンプステッド方面 （スチュアート・マナー）                                         |

この駅は4線に沿って高床ホーム3面を有する。各プラットホームの間には2本の線路が敷かれている。本線の列車（数本のみが停車する）は最北端の2線を使用し、ヘンプステッド支線の列車は最南端の2線を使用する。プラットホームA（最北端）は本線の1番線に隣接する有効長8両の相対式ホームであり、通常ニューヨーク行きの西行き列車が使用する。プラットホームBは有効長10両の島式ホームであり、通常本線の2番線を走行する東行き列車（このホームの北側）とヘンプステッド支線の1番線を走行する列車（このホームの南側）を利用するために使用される。プラットホームC（最南端）は有効長10両の相対式ホームであり、通常ヘンプステッド支線のニューヨーク発の東行き列車が使用する。